# Charles de Montalembert

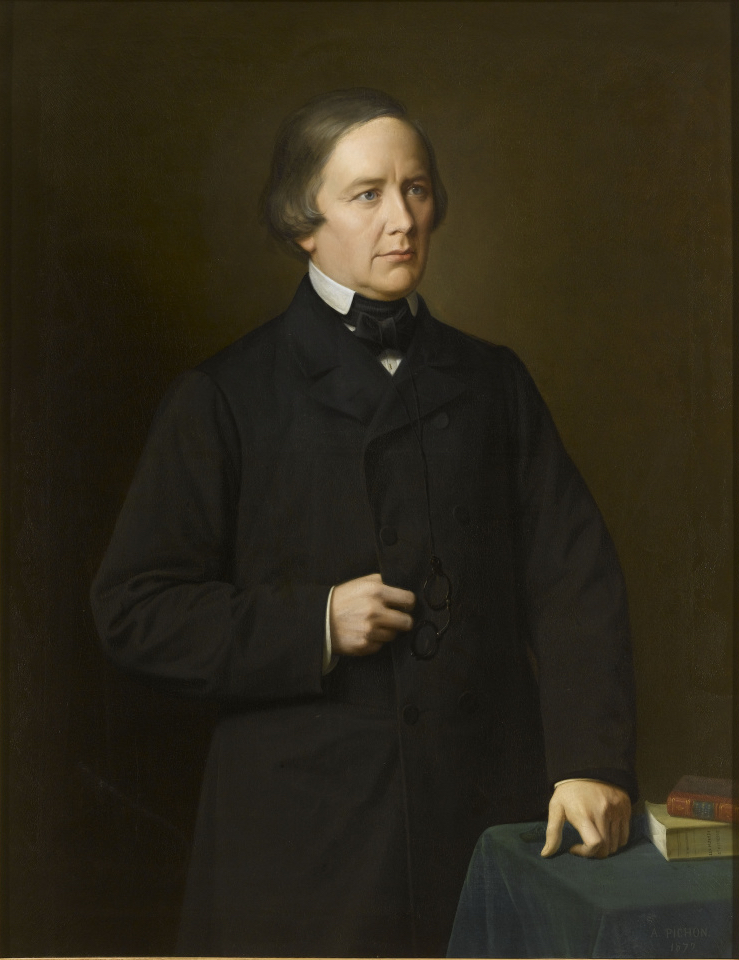
Charles de Montalembert

Charles-Forbes-René, comte de Montalembert (* 15. April 1810 in London; † 13. März 1870 in Paris) war ein französischer Historiker und Politiker.

## Herkunft und Leben
Charles de Montalembert entstammte einer alteingesessenen Familie aus dem Angoumois, die zahlreiche Persönlichkeiten hervorgebracht hatte, darunter seinen Großonkel, den Ingenieur und Festungsbaumeister Marc-René de Montalembert.
Sein Vater Marc-René de Montalembert floh 1792 vor der Terrorherrschaft und bekämpfte die Französische Revolution auf Seiten der Royalisten.
1808 heiratete er Élise Rosée Forbes, Tochter eines protestantischen Schotten, der in Indien und Afrika Forschungsreisen unternommen hatte. 1810 kam Charles als Erstgeborener in London zur Welt und wuchs bis 1819 bei seinem Großvater mütterlicherseits in Stanmore, einem Londoner Ortsteil, auf.
Nach seiner Ankunft in Paris absolvierte er zunächst das Lycée Bourbon und wurde bald ein begabter Student. Unter Einfluss des britischen politischen Systems entwickelte er liberale Ideen. Die Konversion seiner Mutter zum katholischen Glauben im Jahre 1822 verstärkte seine religiöse Bindung.
Als Student fand er Zeit zur Bildung eines bedeutenden intellektuellen und mondänen Bekanntenkreises. Er verkehrte im Salon von Delphine Gay und besuchte die Philosophievorlesungen von Victor Cousin.
Zusammen mit Félicité de Lamennais und Jean Baptiste Henri Lacordaire begründete er 1830 die Zeitschrift „L’Avenir“, die im Kontext der Julirevolution von 1830 für Gewissens-, Presse- und Religionsfreiheit eintrat. Im Jahr 1831 wurde er Pair von Frankreich. Nach der Revolution von 1848/49 wurde er Abgeordneter der verfassunggebenden Versammlung und der Legislative der Zweiten Französischen Republik sowie der Legislative im Zweiten Kaiserreich. Ab 1838 leitete er die katholische Tageszeitung L’Univers.
Er war Befürworter der konstitutionellen Monarchie sowie des Liberalismus. Als einer der wichtigsten französischen Theoretiker des liberalen Katholizismus (1863 forderte er auf dem katholischen Kongress in Mecheln die Freiheit des Gewissens) setzte er sich für die Presse- und Vereinigungsfreiheit sowie das Selbstbestimmungsrecht der Völker ein.
1851 wurde er zum Mitglied der Académie française ernannt. Die Académie royale des Sciences, des Lettres et des Beaux-Arts de Belgique nahm ihn 1855 als assoziiertes Mitglied (Élu associé) auf.

## Beziehung zu Deutschland
Montalemberts Kontakt zur deutschen Sprache und Kultur begann früh: Mit zehn Jahren lebte er längere Zeit in Stuttgart, wo sein Vater Gesandter beim württembergischen Hof war. In München begegnete er 1832 dem Eos-Kreis, den er zusammen mit Lamennais und Lacordaire besuchte. Montalembert hielt insbesondere die Verbindung zu Ignaz von Döllinger aufrecht, den er dort kennengelernt hatte. Nach der Verurteilung der Schriften und Anliegen Lamennais‘ durch Papst Gregor XVI. boten ihm seine ausgedehnten Reisen durch Deutschland eine gewisse Ablenkung. Insbesondere das Rheinland und Süddeutschland begeisterten ihn. Montalemberts romantischer Sinn wandte sich vor allem jenen deutschen Intellektuellen zu, die für eine am Mittelalter orientierte Erneuerung des deutschen Katholizismus standen. Neben Joseph Görres und Döllinger machte er die Bekanntschaft von Dorothea Schlegel und ihrem Sohn, dem Maler Philipp Veit. Johann Friedrich Heinrich Schlosser und seine Frau Sophie mit ihrem Kreis auf Stift Neuburg sowie Clemens Brentano sind ebenfalls zu nennen. Aber auch mit dem protestantischen Deutschland kam er in Berührung: Genannt seien nur Wilhelm von Humboldt, den er zweimal in Berlin besuchte, und Ludwig Uhland in Tübingen, der für ihn der größte deutsche Dichter seine Generation war.
Montalemberts ausgedehnte Reisen durch Deutschland dienten nicht zuletzt dem Zweck, der „Allemagne religieuse“ ein literarisches Denkmal zu setzen. Ursprünglich unter dem Titel „Pèlerinages d’un catholique au dix-neuvième siècle“ geplant, wurde dieser Plan konkret durch Montalemberts großes Werk über die Heilige Elisabeth von Ungarn, die in Deutschland Elisabeth von Thüringen genannt wird, verwirklicht. Dieses romantische Lebensbild lebte von der Begeisterung für die religiöse Welt des Mittelalters. Zwischen Legende und Historie schwebend, inspirierte es auch die religiöse Begeisterung in Deutschland. Eine autorisierte deutsche Übersetzung erschien schon im Jahr 1837 und erlebte mindestens fünf Auflagen bis zum Ende des 19. Jahrhunderts. Montalemberts Werk regte auch die Gründung der caritativen „Elisabeth-Konferenzen“ in den deutschen Pfarreien an und wirkte allgemein auf den deutschen Sozialkatholizismus.
Im Verhältnis Montalemberts zur ultramontanen Bewegung in Deutschland gab es zunächst eine große Übereinstimmung mit der wichtigen Zeitschrift „Der Katholik“. Aufgrund seiner parlamentarisch-liberalen Haltung sah Montalembert allerdings mit Bedauern, dass eine katholisch-liberale Allianz wie in Belgien in Deutschland unmöglich schien. Insbesondere die einflussreiche Zeitschrift Historisch-politische Blätter für das katholische Deutschland favorisierte vor 1848 die reaktionäre Politik Österreichs bzw. von Klemens Wenzel Lothar von Metternich, was zu direkten Spannungen Montalemberts mit den „Blättern“ und auch mit Joseph Görres führte. Dennoch konnte Montalembert über seine Verbindung zu dem Rheinländer August Reichensperger, dessen politischer Mentor er zwanzig Jahre lang blieb, die Gründung der katholischen Fraktion im preußischen Landtag anregen und damit auch maßgeblich zum Entstehen der Zentrumspartei beitragen.
Eine wichtige Rolle spielte ab den 1850er Jahren vor allem auch die Beziehung von Montalembert zu Ignaz von Döllinger. Dieser wirkte über seinen Schüler Josef Edmund Jörg mäßigend auf die „Historisch-politischen Blätter“ ein, wo Montalemberts Antibonapartismus bzw. seine Kritik am Cäsarismus von Napoleon III. nun begierig rezipiert wurde. Auch der von kaiserlichen Ministern initiierte Schauprozess gegen Montalembert im Jahr 1858 fand in Deutschland ein großes Echo und stärkte seine moralische Autorität bei den deutschen Katholiken. Darüber hinaus waren Döllinger und Montalembert in einer gemeinsamen Anglophilie verbunden, die bei beiden – im Gegensatz zu manchen deutschen Ultramontanen – die Hochschätzung der englischen Verfassung einschloss. Döllinger besuchte im Jahr 1855 zusammen mit seinem jungen Freund Sir John Acton Montalembert in La Roche-en-Brenil, was eine herzliche Verbindung der beiden begründete. Obwohl sie sich in der Frage der Notwendigkeit des Kirchenstaates in Nuancen unterschieden, war der Eindruck eines gewissen parallelen Vorgehens der beiden im Sinne des sogenannten liberalen Katholizismus nicht ungewollt. Montalemberts Affekt gegen einen wachsenden Zentralismus in Kirche und Staat hatte seine Entsprechung in Döllingers Eintreten für eine relativ freie Theologie als Instanz der öffentlichen Meinung in der Kirche. Döllinger folgte zwar nicht der Einladung Montalemberts zum berühmten Katholikenkongress von 1863 in Mecheln. Mit der fast gleichzeitigen, ebenfalls berühmten Münchener Gelehrtenversammlung setzte er aber einen ähnlichen Akzent. Wie die Forschungen von Giacomo Martina gezeigt haben, durften sie sich auch beide zurecht durch den Syllabus errorum Pius‘ IX. von 1864 getroffen sehen. Montalembert starb früh genug, als dass seine Freundschaft mit Döllinger durch den Deutsch-Französischen Krieg von 1870/71 hätte auf die Probe gestellt werden können. Im Gegensatz zu Döllinger musste er aufgrund seines Todes auch keine abschließende Haltung zu den Ergebnissen des I. Vaticanums entwickeln.

## Schriften (Auswahl)
- Leben der heiligen Elisabeth von Ungarn, Landgräfin von Thüringen und Hessen (1207-1231). Aus dem Französischen des Grafen von Montalembert, Pair's von Frankreich, im Einverständnisse mit dem Verfasser, und mit steter Rücksicht auf gedruckte und ungedruckte Quellen übersetzt, und mit Anmerkungen vermehrt von J[ohann]. Ph[ilipp]. Städtler, Aachen, Leipzig, Brüssel 1837
- Das Leben und die Philosophie des heiligen Anselmus. In: Katholisches Magazin für Wissenschaft und Leben. Band 1. Coppenrath, Münster 1845, S. 117–134 und 138–152.
- Katholische Interessen im 19. Jahrhundert. 1853.
- Die Mönche des Abendlandes vom h. Benedikt bis zum h. Bernhard (Übersetzung der französischen Erstauflage von 1860 ff. durch Paul Brandes). 1. Band, Regensburg 1860; 2. Band, Regensburg 1860; 3. Band, Regensburg 1866; 4. Band, Regensburg 1867; 5. Band, Regensburg 1868; 6. Band, Regensburg 1878; 7. Band, Regensburg 1878. (Band 1 bis 5: Digitalisat)
- Die polnische Erhebung (deutsche Übersetzung durch Franz Furger), 1863.
- Rede über die Unterrichtsfreiheit (französisch, 18. September 1848)
- Über die Pflicht der Katholiken in der Frage der Unterrichtsfreiheit (französisch, 1843)